# Erik Holmström
Erik Holmström, född1981 i Stockholm, är en svensk dramatiker, regissör, skådespelare och scenkonstnär verksam på Malmö Dockteater.
Erik Holmström är yngre bror till Marika Holmström och brorson till dramatikern Arnevi Holmström. År 2000 tog han studenten från ett teatergymnasium i Stockholm. Holmström utbildade sig till skådespelare vid Teaterhögskolan i Malmö 2004–2008. Han var en del av den konstnärliga ledningen på Turteatern i Stockholm 2009–2013 där han bland annat regisserade det uppmärksammade ”Scum-manifestet”. Han har även gjort uppsättningar på Malmö stadsteater, Folkteatern i Göteborg, Göteborgs stadsteater, Borås stadsteater, Örebro länsteater, Teater Tribunalen och Orionteatern. År 2015 grundade han Malmö Dockteater och är sedan dess teaterns konstnärlige ledare.
År 2023 tilldelades han Svenska Dagbladets Thaliapris. I motiveringen nämndes att han "med tekniskt innovativa medel ofta skildrar individens utsatthet i prestationssamhället."

## Utmärkelser
- 2016 – Medeapriset[2]
- 2018 – Falstaffpriset[3]
- 2018 – Svenska teaterkritikers förenings teaterpris[4]
- 2018 – Kvällspostens Thaliapris[5]
- 2018 – Nominerad till Guldbaggen för bästa kortfilm för kortfilmen Vi bara lyder[6]
- 2019 – TCO:s kulturpris[7]
- 2023 – Svenska Dagbladets Thaliapris[1]
- 2024 – Per Ganneviks stipendium[8]